# とろ鯖棒寿司
とろ鯖棒寿司（とろさばぼうずし）は鯖寿司の一種で、脂質含量が21％以上のとろ鯖を使用した棒寿司を言う。

## 概要
鯖寿司が有名な京料理から派生しているが、大阪のバッテラや京都の鯖寿司とは違い、西日本の鯖を使用せず寒流の影響を受けた脂質の多い寒さばを使用していることが特徴。
テレビ番組「さんまのまんま」で藤川優里八戸市議会議員が番組中で紹介したことで話題となった。

## 代表的なとろ鯖
青森県八戸市（八戸前沖鯖 - 寒鯖）